# Hermann Klaatsch
Hermann August Ludwig Klaatsch, född den 10 mars 1863 i Berlin, död den 5 januari 1916 i Eisenach, var en tysk anatom och antropolog.
Klaatsch, som var professor i Heidelberg, blev ledamot av Leopoldina 1903. Hans viktigaste forskningar faller inom människans antropologi och förhistoria; hans mest betydelsefulla insatser utfördes i Sydfrankrike, där han påträffade Homo aurignacensis Hauseri och i Australien 1904–1907. Klaatsch var sin tids främste företrädare för läran om människans polyfyletiska härstamning, det vill säga från gorillaliknande former och Neandertalmänniskan, chimpansliknande samt orangutangliknande samt Aurignacrasen. Klaatschs Der Werdegang der Menschheit (1920) utgavs i svensk översättning 1923.